# La Colmena
La Colmena è un centro abitato del Paraguay; è situato nel dipartimento di Paraguarí, ad una distanza di 130 km dalla capitale del paese, Asunción, e forma uno dei 17 distretti del dipartimento.

## Popolazione
Al censimento del 2002 la località contava una popolazione urbana di 2.491 abitanti (5.234 nel distretto).

## Caratteristiche

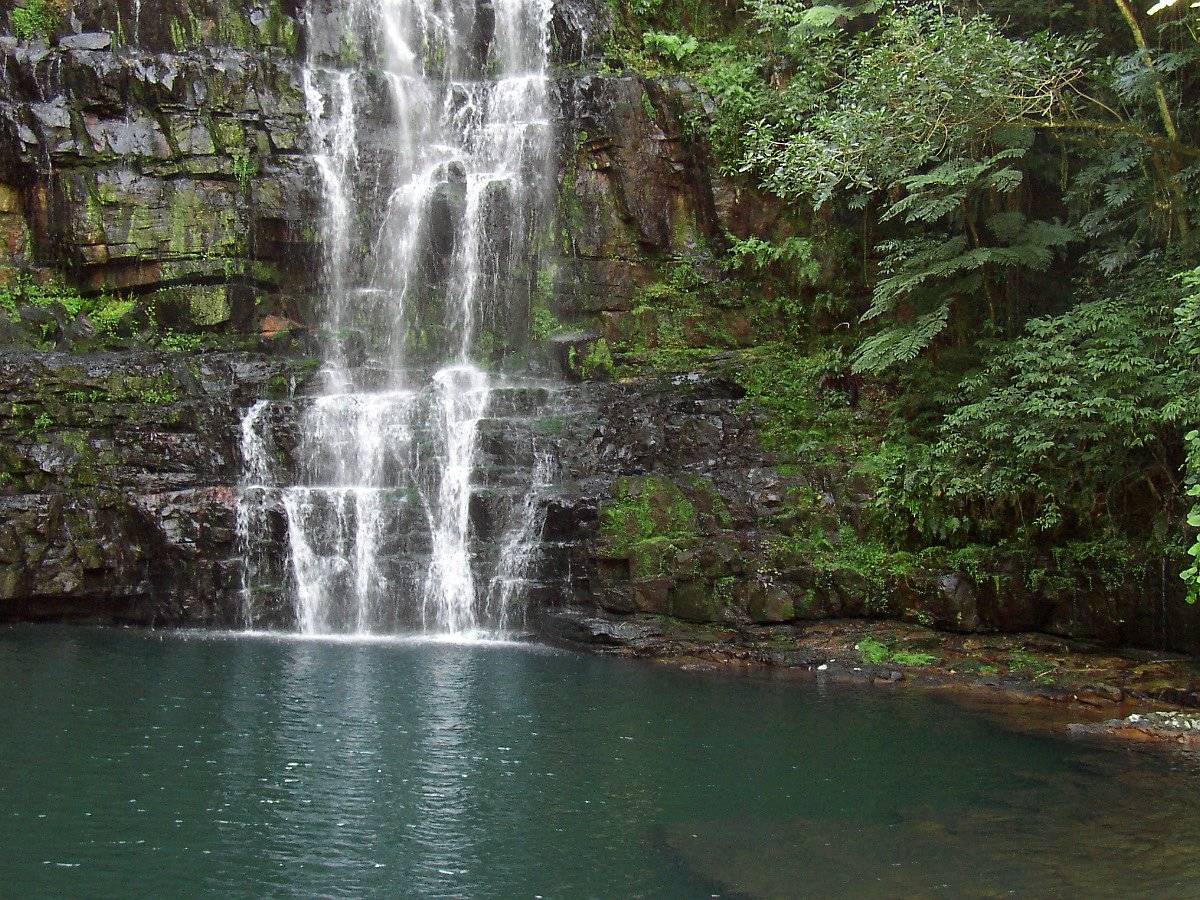
Salto Cristal

Fondata il 15 maggio del 1936 da coloni giapponesi emigrati dalla loro patria, La Colmena è oggi un importante centro di produzione ortofrutticolo.

## Economia

### Turismo
Nei dintorni della località si trova il Salto Cristal, una spettacolare cascata di 70 m formata dal torrente che porta lo stesso nome nei boschi di confine tra il dipartimento di Paraguarí e quello di Guairá.